# Шестёркин, Игорь Олегович
И́горь Оле́гович Шестёркин (род. 30 декабря 1995, Москва) — российский хоккеист, вратарь клуба НХЛ «Нью-Йорк Рейнджерс». Олимпийский чемпион 2018 года в составе Олимпийских спортсменов из России (не сыграл на турнире ни одной минуты), двукратный обладатель Кубка Гагарина. Заслуженный мастер спорта России.

## Карьера

### Клубная карьера
Воспитанник московской хоккейной школы «Крылья Советов», за которую начал выступать на уровне Кубка федерации Москвы, открытого чемпионата Москвы, среди юношей и юниорской лиги Москвы.
На драфте юниоров КХЛ 2012 года был выбран московским «Спартаком» во втором раунде под 31-м номером. Был заявлен за его молодёжную команду. До попадания в заявку за основную команду провёл за молодёжную 13 матчей. В системе «Спартака» провел два сезона в МХЛ. В сезоне-2012/13 у вратаря были 31 пропущенная шайба в 15 матчах (92% отраженных бросков) регулярного чемпионата и 14 — в девяти играх плей-офф (94,8% отраженных бросков). В сезоне-2013/14 Шестеркин пропустил 33 гола в 23 матчах регулярного чемпионата (94,7% отраженных бросков) и столько же — в 19 играх плей-офф (93,7% отраженных бросков). В этот раз финальная серия вновь продлилась семь матчей, но «Спартак» победил «Красную Армию» и выиграл Кубок Харламова
13 февраля 2013 года впервые попал в заявку на матч КХЛ в матче против братиславского «Слована», но на лёд не вышел. После этого оставался дублёром до конца регулярного чемпионата, ещё в двух встречах. Дебютировал за основную команду 27 февраля во втором матче четвертьфинала Кубка Надежды 2013 года против минского «Динамо», заменив в первом периоде Яна Лашака, после того как тот пропустил за две минуты две шайбы. За оставшуюся часть встречи из 19 бросков отразил 18 и провёл на площадке 48 минут и одну секунду.
В сезоне 2013/14 провёл предсезонные сборы с основной командой и по итогам был внесён в заявочный список за основную команду «красно-белых» на сезон. 31 октября 2013 года в домашнем матче молодёжной хоккейной лиги против «Ред Булла» забил первую шайбу в карьере, за несколько секунд до конца встречи поразив пустые ворота соперника, установив окончательный счёт 4:1. 20 января 2014 года дебютировал в регулярном сезоне КХЛ за основной состав «Спартака», в гостевой игре против «Югры», выйдя в третьем периоде на замену Алексею Иванову — «Спартак» уступил 3:5.
Был основным вратарём «Спартака» в победном розыгрыше Кубка Харламова 2014 года. В июне 2014 года вошёл в состав группы из 16 игроков, приобретённых у расформированного «Спартака» петербургским СКА. 28 июня 2014 года был задрафтован под 118-м номером клубом НХЛ «Рейнджерс». За СКА дебютировал 29 ноября 2014 года в игре сезона КХЛ против «Сибири», пропустив 2 шайбы — СКА выиграл 5:4. Обладатель Кубка Гагарина в составе петербуржцев — в сезоне 2014/15 сыграл в шести матчах.
На старте сезона 2016/17 закрепился в основе главной команды, установил новый рекорд СКА по количеству минут без пропущенных шайб — 272 минуты и 8 секунд.
В регулярном сезоне КХЛ 2018/19 показал впечатляющую игру: в 28 матчах одержал 24 победы, 10 раз сыграл «на ноль», пропустив всего 31 шайбу (1,11 в среднем за матч).
Всего в КХЛ в 117 матчах регулярных сезонов одержал 80 побед при 19 поражениях. В 27 матчах не пропустил ни одной шайбы (более 23 % от всех матчей). Набрал 5 очков (0+5).
В 2024 году Шестеркин стал самым высокооплачиваемым вратарем НХЛ, он подписал рекордный по сумме контракт на 8 лет по $11,5 млн за год.

#### НХЛ

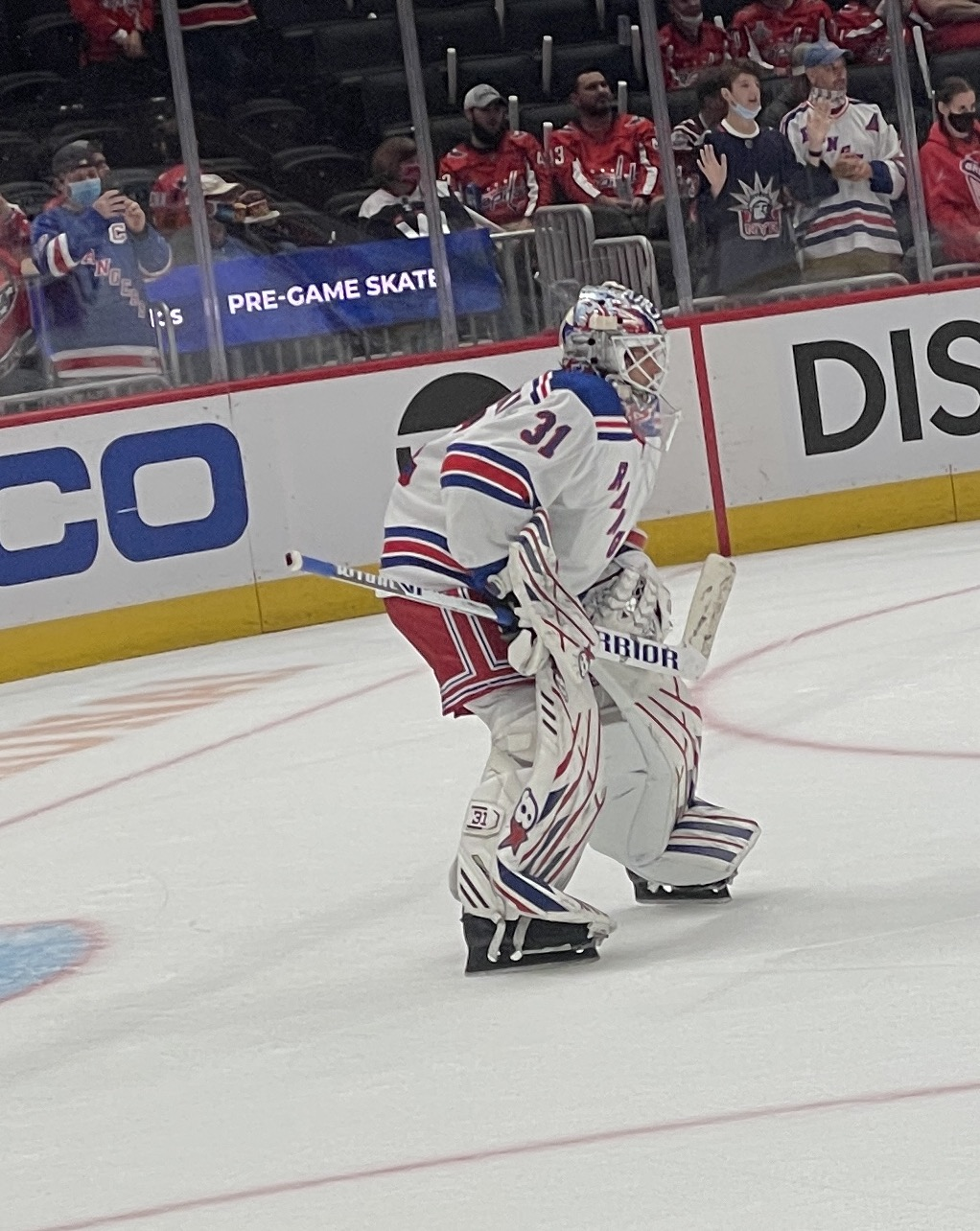
2021 год

7 января 2020 года, вскоре после своего 24-летия, дебютировал в НХЛ в матче против «Колорадо Эвеланш».
В 2022 году стал обладателем награды «Везина Трофи», став третьим российским вратарем, выигравшим этот приз. Ранее это удавалось Сергею Бобровскому (2013, 2017) и Андрею Василевскому (2019). Шестёркин был также номинирован на «Харт Трофи», но этот приз достался нападающему «Торонто» Остону Мэттьюсу. Вошёл в символическую сборную лучших игроков сезона 2021/22.
В сезоне 2022/23 вновь провёл отличный регулярный сезон, одержав 37 побед в 58 матчах, пропуская 2,48 шайбы в среднем за матч. В плей-офф «Рейнджерс» очень уверенно начали серию против «Девилз», дважды выиграв в гостях (5:1, 5:1). Однако затем «Девилз» выиграли три матча подряд. «Рейнджерс» сравняли счёт в серии, победив в шестом матче, но в седьмом сильнее были «Девилз» (4:0). Шестёркин провёл все 7 матчах в воротах «Рейнджерс», пропуская 1,96 шайбы в среднем за матч с коэффициентом надёжности 0,931.
12 октября 2023 года, в первом матче нового сезона против «Баффало» (5:1), одержал свою 100-ю победу в регулярных сезонах НХЛ, затратив на это всего 159 матчей. За всю историю НХЛ только 7 вратарей достигали этой отметки за меньшее количество матчей и никто в XXI веке. Среди российских вратарей только шестеро добирались до отметки 100 побед в НХЛ (Сергей Бобровский, Евгений Набоков, Николай Хабибулин, Андрей Василевский, Илья Брызгалов и Антон Худобин).

### Карьера в сборной
В 2013 году вызывался в юношескую сборную России на турнир World Junior A Challenge, в котором отыграл три матча, и на юниорский чемпионат мира, где являлся основным вратарём, сыграв в 6 матчах. Победитель молодежного турнира Subway Super Series в 2014 году. В 2015 году сыграл на молодёжном чемпионате мира — был основным вратарём (сыграл в 5 играх и пропустил 9 шайб) и помог команде выиграть серебряные медали.
В 2016 году был заявлен за сборную России для участия в чемпионате мира, не принял участия в матчах, но стал обладателем бронзы по итогам турнира.
Впервые сыграл за взрослую сборную России 5 ноября 2016 года на Кубке Карьяла против сборной Швеции (2:3).
В 2016—2017 годах закрепился в основной сборной России, принимал участие в Еврочеленже, где был признан лучшим вратарем. В 2017 году был вновь заявлен за сборную России для участия в чемпионате мира, но вновь не принял участия в матчах и стал обладателем бронзы по итогам турнира.
На Олимпийских играх 2018 года Шестёркин был запасными вратарём в команде ОСР, выигравшей золотые медали, основным голкипером на турнире был Василий Кошечкин.

## Статистика

### Клубная карьера
- a В «Плей-офф» учитывается статистика игрока в Кубке Надежды.

## Достижения
| Год  | Команда     | Достижение                 | Достижение |
| ---- | ----------- | -------------------------- | ---------- |
| 2013 | МХК Спартак | Серебряный призёр МХЛ (2)  |            |
| 2015 | СКА-1946    | Серебряный призёр МХЛ (2)  |            |
| 2014 | МХК Спартак | Обладатель Кубка Харламова |            |

| Год  | Команда | Достижение                | Достижение |
| ---- | ------- | ------------------------- | ---------- |
| 2015 | СКА     | Обладатель Кубка Гагарина |            |
| 2017 | СКА     | Обладатель Кубка Гагарина |            |

| Год  | Команда         | Достижение                                    | Достижение |
| ---- | --------------- | --------------------------------------------- | ---------- |
| 2015 | Россия (мол.)   | Серебряный призёр молодёжного чемпионата мира |            |
| 2016 | Россия          | Бронзовый призёр чемпионата мира              |            |
| 2017 | Россия (олимп.) | Обладатель Кубка АЛРОСА                       |            |
| 2017 | Россия (олимп.) | Победитель Sochi Hockey Open                  |            |
| 2018 | Россия          | Обладатель Кубка Карьяла                      |            |
| 2018 | Россия (ОСР)    | Олимпийский чемпион                           |            |

| Год  | Команда     | Достижение                            | Достижение |
| ---- | ----------- | ------------------------------------- | ---------- |
| 2014 | МХК Спартак | Участник Матча всех звёзд МХЛ         |            |
| 2014 | МХК Спартак | Лучший процент отражённых бросков МХЛ |            |

| Год  | Команда  | Достижение                            | Достижение |
| ---- | -------- | ------------------------------------- | ---------- |
| 2016 | СКА-Нева | Лучший коэффициент надёжности ВХЛ     |            |
| 2016 | СКА-Нева | Лучший процент отражённых бросков ВХЛ |            |

| Год  | Команда | Достижение                                       | Достижение |
| ---- | ------- | ------------------------------------------------ | ---------- |
| 2017 | СКА     | Участник Матча всех звёзд КХЛ                    |            |
| 2017 | СКА     | Член символической сборной лиги по итогам сезона |            |

| Год  | Команда         | Достижение                                             | Достижение |
| ---- | --------------- | ------------------------------------------------------ | ---------- |
| 2017 | Сборная России  | Лучший голкипер Российского этапа Евротура             |            |
| 2017 | Россия (олимп.) | Лучший голкипер предсезонного турнира Hockey Sohi Open |            |